# Горка-1 (Белозерский район)
Горка-1 — деревня в Белозерском районе Вологодской области.
Входит в состав Антушевского сельского поселения, до 1 июня 2015 года была в Гулинском сельском поселении.
Расположена на берегу Азатского озера. Расстояние по автодороге до районного центра Белозерска — 32 км, до центра муниципального образования деревни Никоновская — 2 км. Ближайшие населённые пункты — Антоново, Ватаманово, Остров.

## Население
По данным переписи в 2002 году постоянного населения не было.
| 2010 |
| ---- |
| 0    |